# Kristendom och homosexualitet

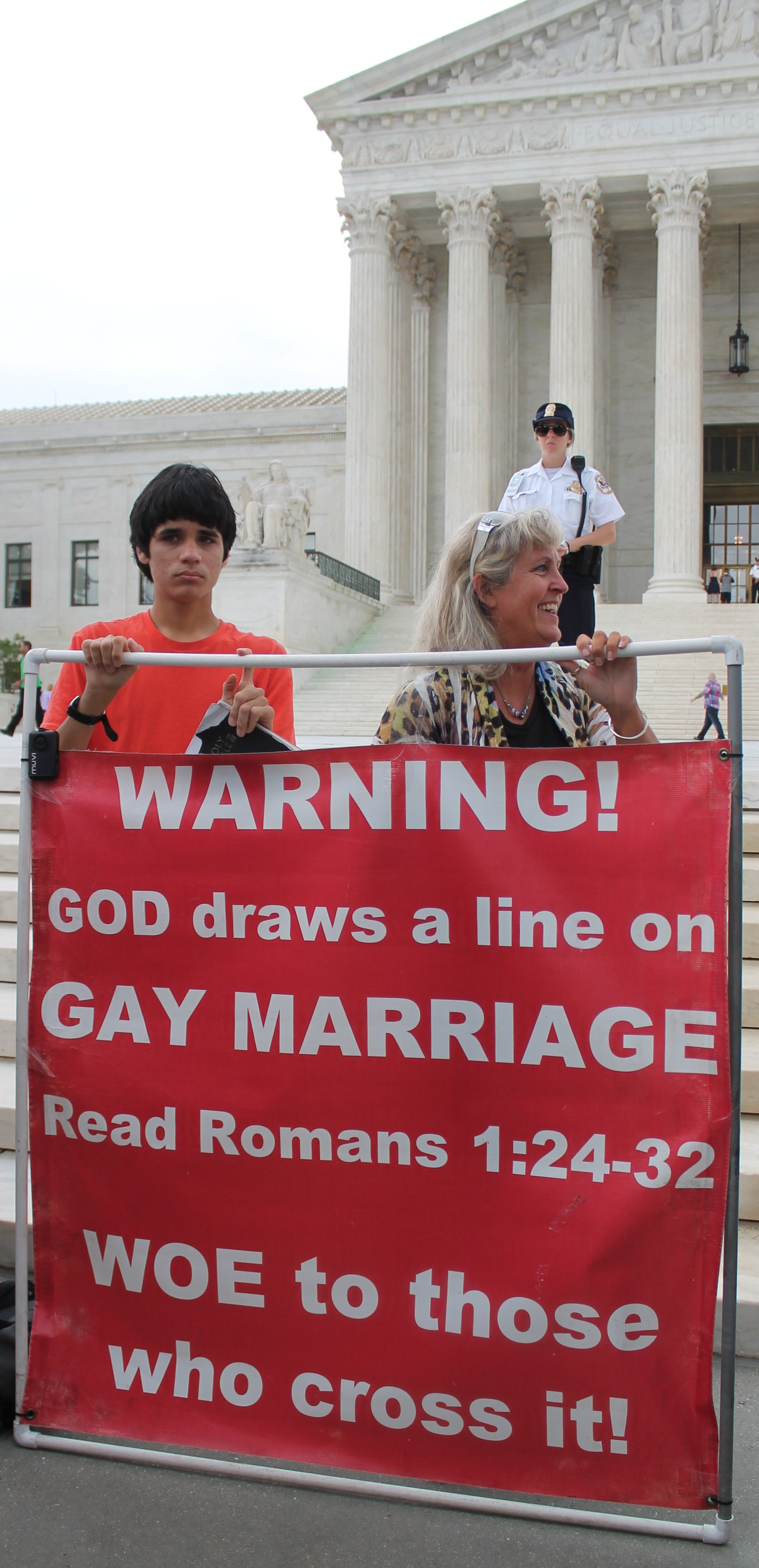
Kristen protest mot samkönade äktenskap, med hänvisning till Romarbrevet 1:24-32.

Kristendom och homosexualitet påverkas av tolkningen av Bibelns text och värderingarna i samhället. Under historien har såväl katolsk som ortodox och protestantisk kristendom allmänt haft en negativ och fördömande syn på homosexualitet, grundad på att Bibelns ord har tolkas som att homosexualitet skulle vara en synd mot Gud. Under slutet av 1900-talet har man på vissa håll antagit mer liberala hållningar.

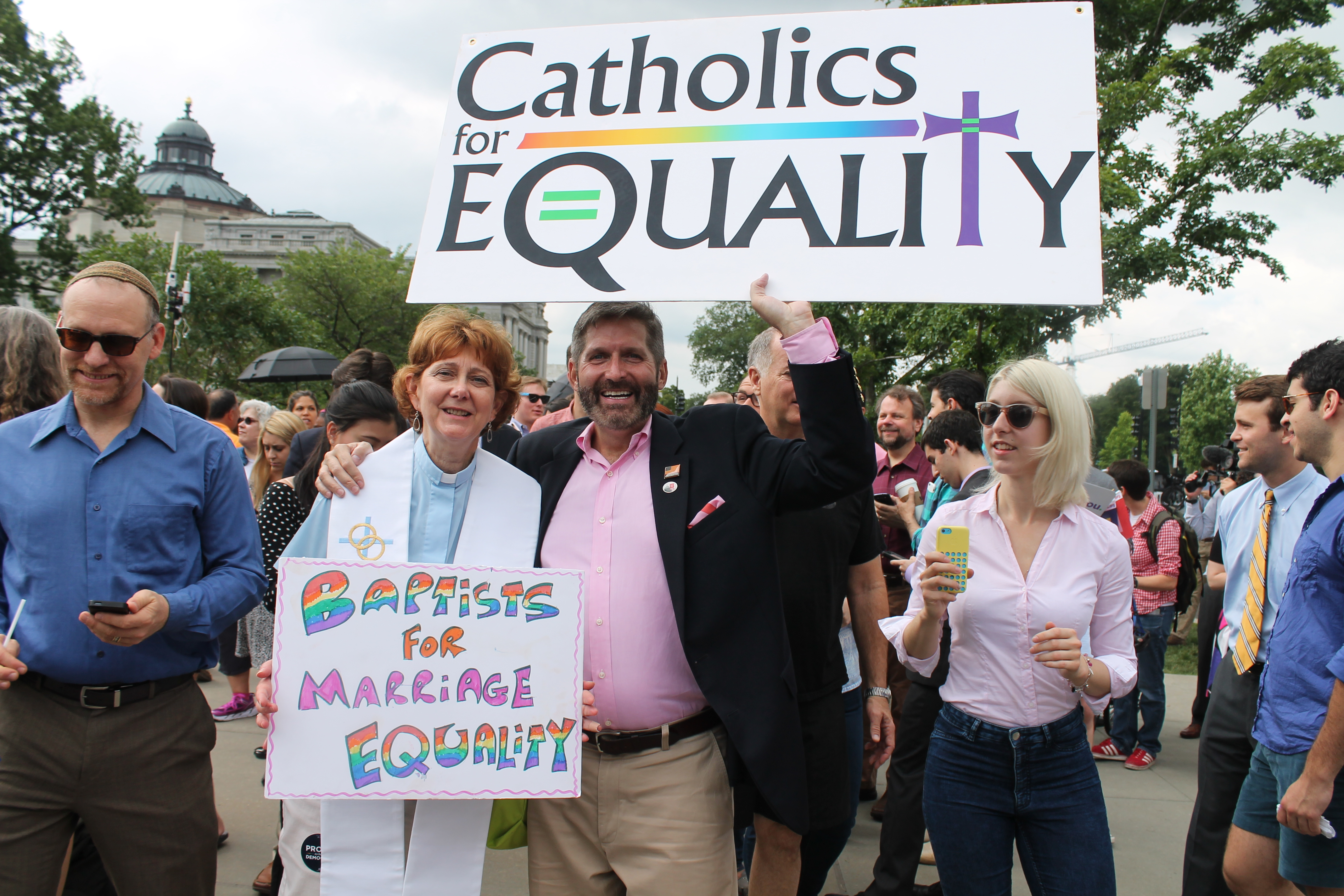
Baptister och Katoliker protesterar för samkönat äktenskap.

## Bibeln
Gamla testamentet och Moseböckerna präglas av den negativa synen hos forntidens judendom. I evangelierna i Nya testamentet finns inga uppenbara referenser till sexuellt umgänge mellan personer av samma kön, men i Paulus brev finns fördömanden av homosexuella handlingar. Vissa tolkar dock texterna som om de handlar om homosexualitet, andra som att de handlar om pedofili.

## Samhället
Samhällets allmänna värderingar av homosexualitet har först under 1900-talet blivit mer tolerant, vilket också aktualiserat frågan om hur kyrkosamfunden skall förhålla sig till homosexualitet.

## Kyrkorna
Katolska kyrkans syn på homosexualitet grundar sig på Bibeln ("Skriften"), som "framställer homosexuella handlingar som i högsta grad klandervärda". De hänvisar även till Första Moseboken 19:1-29, Romarbrevet 1:24-27, Första Korinthierbrevet 6:9f. och Första Timotheosbrevet 1:10. Traditionen har alltid förklarat att ”’homosexuella handlingar i sig själv är felaktiga’”.
Den anglikanska kyrkan har rört sig mot en allt större tolerans, men det är en kontroversiell fråga då de olika samfunden från olika håll i världen inte har samma syn.
Svenska kyrkan godkände könsneutrala äktenskap i slutet av oktober 2009. Detta beslut stöds dock inte av många andra protestantiska samfund i världen, eftersom Svenska kyrkan var en av de första som öppnade upp för en sådan vigsel . Engelska kyrkan kritiserade Svenska kyrkan, och ansåg att man omdefinierade teologiska grundtankar om äktenskapet. I november 2009 blev Svenska kyrkans Eva Brunne världens första öppet lesbiska biskop.
Nyare frikyrkliga samfund har oftast bibehållit en kritisk syn på homosexualitet. Variationen mellan samfunden är emellertid stor.  
I både de mer toleranta och de mer restriktiva samfunden så har denna fråga orsakat många interna kontroverser och avhopp av medlemmar, och även splittringar av samfund. Det har också varit en fråga som försvårat samarbeten mellan kyrkliga samfund.
Kristna regnbågsrörelsen - Riksförbundet EKHO är en ekumenisk organisation för kristna hbtqia+ personer och allierade och finns på olika orter runt om i Sverige. Organisationen har flera lokalföreningar och verksamheter så som regnbågsmässor, andakter, föreläsningar, bokutgivning med mera.